# Anthony Shaffer
Anthony Joshua Shaffer (* 15. Mai 1926 in Liverpool, England; † 6. November 2001 in London, England) war ein britischer Dramatiker und Drehbuchautor. Sein 2016 gestorbener Zwillingsbruder Peter Shaffer war ebenfalls ein bedeutender britischer Dramatiker.

## Leben

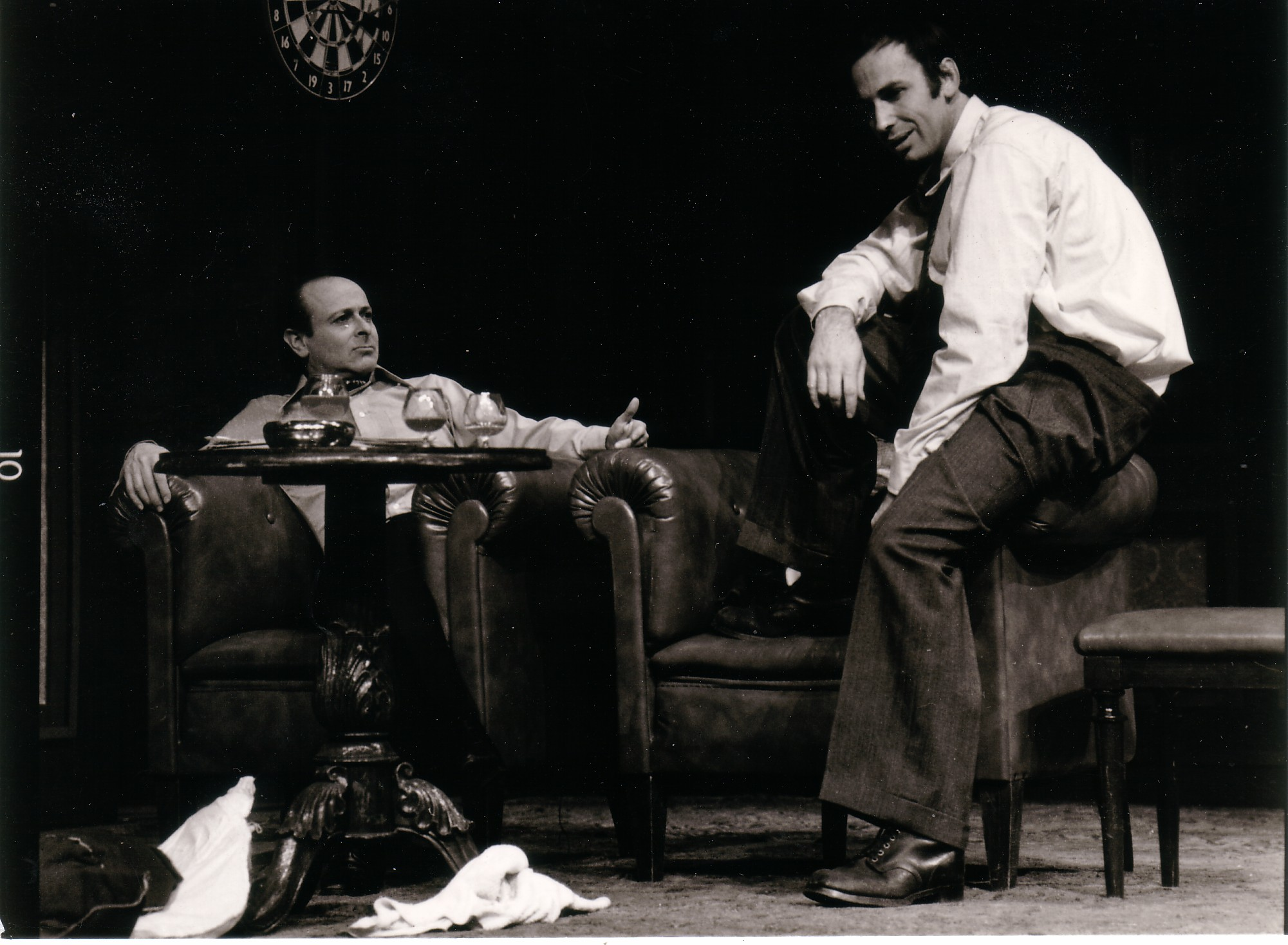
Revanche im Nationaltheater Mannheim; links Buddy Elias als Andrew Wyke – rechts Tom Witkowski als Milo Tindle (1973)

Anthony Shaffer schrieb Drehbücher für Filme wie Hitchcocks Frenzy oder Jon Amiels Sommersby. Zudem war er Verfasser von Theaterstücken, darunter Revanche (Sleuth), das mit Laurence Olivier und Michael Caine in den Hauptrollen unter dem Titel Mord mit kleinen Fehlern verfilmt wurde. Shaffer wurde im Jahr 1971 für sein Stück Sleuth mit dem Tony Award in der Kategorie Bestes Theaterstück ausgezeichnet. Seine Kriminalkomödie wurde bisher in 14 Sprachen übersetzt.
Das Nationaltheater Mannheim brachte Shaffers Kriminalstück Sleuth unter dem Titel Revanche am 21. Januar 1973 in der Inszenierung von Paul Schalich zur Aufführung. Die beiden Protagonisten waren Buddy Elias als Kriminalschriftsteller Andrew Wyke, und Tom Witkowski in der Rolle des Gegenspielers Milo Tindle.
Von 1985 bis zu seinem Tod war er in zweiter Ehe mit der Schauspielerin Diane Cilento verheiratet. Aus seiner ersten Ehe stammen zwei Kinder.

## Auszeichnungen
Im Jahr 1971 wurde Shaffer für sein Stück Sleuth mit dem Tony Award in der Kategorie Bestes Theaterstück ausgezeichnet.

## Filmografie (Auswahl)
- 1972: Frenzy
- 1972: Mord mit kleinen Fehlern (Sleuth)
- 1973: The Wicker Man
- 1978: Tod auf dem Nil (Death on the Nile)
- 1978: Absolution
- 1982: Das Böse unter der Sonne (Evil under the Sun)
- 1987: Rendezvous mit einer Leiche (Appointment with Death)
- 1993: Sommersby